# Dave Kennedy
David »Dave« Kennedy, irski dirkač Formule 1, * 15. januar 1953, Sligo, Irska.
V svoji karieri je nastopil le na prvih sedmih Velikih nagradah v sezoni 1980, ko se mu z dirkalnikoma Shadow DN11 in DN12 ni uspelo kvalificirati na prav nobeno izmed dirk.

## Popolni rezultati Formule 1
(legenda) (odebeljene dirke pomenijo najboljši štartni položaj, poševne pa najhitrejši krog, †-uvrščen kljub odstopu)
| Leto | Moštvo          | Šasija      | Motor       | 1       | 2       | 3       | 4        | 5       | 6       | 7       | 8  | 9   | 10  | 11  | 12  | 13  | 14  | Prv | Toč |
| ---- | --------------- | ----------- | ----------- | ------- | ------- | ------- | -------- | ------- | ------- | ------- | -- | --- | --- | --- | --- | --- | --- | --- | --- |
| 1980 | Shadow Cars     | Shadow DN11 | Cosworth V8 | ARG DNQ | BRA DNQ | JAR DNQ | ZZDA DNQ | BEL DNQ |         |         |    |     |     |     |     |     |     | -   | 0   |
| 1980 | Theodore Shadow | Shadow DN11 | Cosworth V8 |         |         |         |          |         | MON DNQ |         |    |     |     |     |     |     |     | -   | 0   |
| 1980 | Theodore Shadow | Shadow DN12 | Cosworth V8 |         |         |         |          |         |         | FRA DNQ | VB | NEM | AVT | NIZ | ITA | KAN | ZDA | -   | 0   |